# Kapruner Ache
Die Kapruner Ache ist ein Gebirgsfluss im Pinzgau und rechter Nebenfluss der Salzach. Sie fließt von Süd nach Nord durch das Kapruner Tal und mündet nach ca. 20 km südwestlich von Zell am See in die Salzach. Fluss und Talung sind durch die Kraftwerksgruppe Kaprun stark zur energiewirtschaftlichen Nutzung erschlossen.

## Lauf der Kapruner Ache
Die Kapruner Ache entspringt unterhalb des Kapruner Törl (2639 m), an den Hängen des Hocheiser und der Hohen Riffl, in der Flur Wintergasse, unter anderem aus einem kleinen Gletscherendsee des Unteren Karlinger Kees auf 2400 m. Schon nach einem Kilometer erreicht sie den Stausee Mooserboden. An dessen (flussaufwärts) linker Staumauer, der Drossensperre (links von der Höhenburg (2108 m)) läuft sie im Überlauf eine Steilstufe hinab und erreicht nach wenigen hundert Metern den Stausee Wasserfallboden.
Nach diesem See fällt die Kapruner Ache steil ab zum Kesselfall (Alpenhaus) und erreicht kurz vor Talende einen weiteren, kleineren Stausee, den Klammsee an der Sigmund-Thun-Klamm. Etwas unterhalb, am Krafthaus Hauptstufe in Kaprun-Winklerdörfl, nimmt sie alle Wässer die in der Kraftwerksgruppe genutzt werden, wieder auf. In Kaprun-Dorf erreicht sie den Talgrund des Salzachtals und mündet gegenüber Aufhausen und Fürth (Ortsteile von Piesendorf) in die Salzach.
Da die Kraftwerksgruppe Kaprun über einen Druckstollen, der die Zentralwasserscheide der Alpen untertunnelt, den Stausee Margaritze an der Pasterze am Großglockner abgreift, führt die Kapruner Ache im Unterlauf mehr Wasser als ihr eigentlicher Einzugsbereich ergibt. Das hydrologisch wirksame Einzugsgebiet am Pegel Kaprun ist mit 169,0 km² fast doppelt so groß wie das natürliche Einzugsgebiet (88,6 km²).
Wichtigste Nebenflüsse sind Grubbach vom Schmiedingerkees am Kitzsteinhorn (Gletscherskigebiet) und Ebmattenbach vom Wasserfallkees am Geralkogel und Hochweissenfeldkees am Grießkogel, über die Flur Die Tröge und die Ebmatten Almen, sowie kleinere ostseitige Bäche von den Wiesbachhörnern, Hohem Tenn und Imbachhorn. Die Keese um die Klockerin entwässern im Geröll zum Mooserboden.

## Erschließung des Kapruner Tals

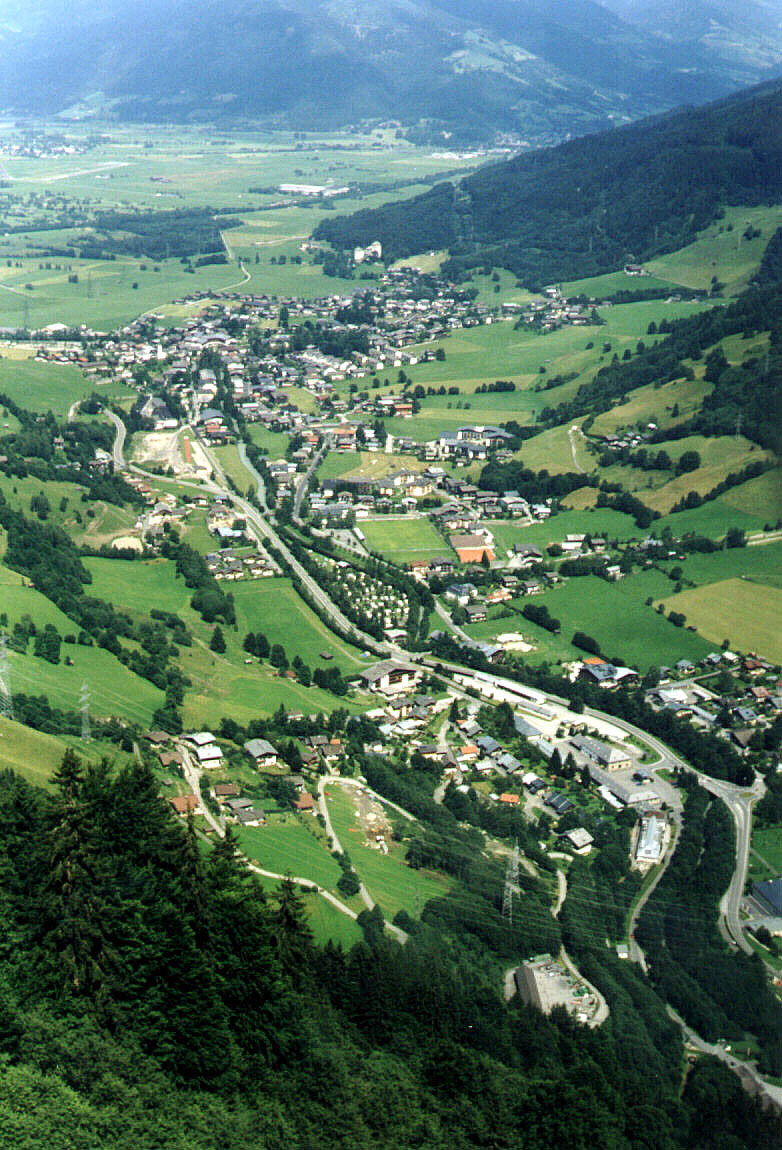
Unteres Kapruner Tal, Blick talauswärts über Winklerdörfl und Kaprun-Dorf, das Band der Salzach, gegen Schüttdorf am Südende des Zeller Sees (links) und Schloss Fischhorn (rechts)

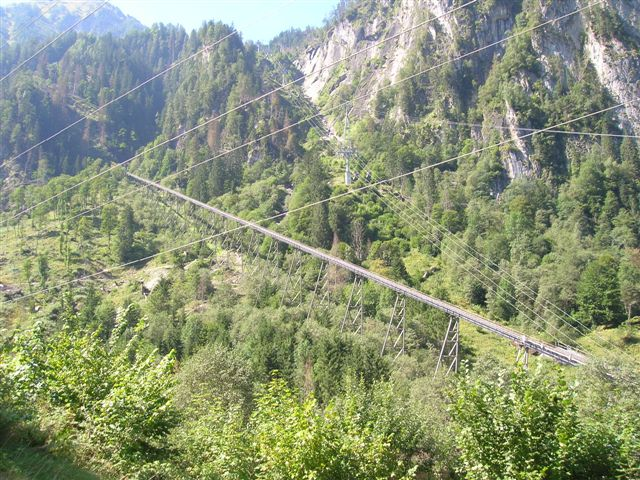
Hocherschlossener Alpenraum: Standseilbahn Gletscherbahn Kaprun 2, Höchstspannungsnetz und Anbindung an den geplanten österreichischen 380-kV-Ring

Das Kapruner Tal gehört zu den intensivst genutzten Hochalpentälern der Ostalpen.
Es war, wie die salzachaufwärts gelegenen Täler (Krimmler-, Oberes und Unteres Sulzbach-, Habach-, Hollersbach-, Felber-, Stubachtal), im Unterschied zu den salzachabwärtigen (Fusch, Rauris, Gastein, Groß- und Kleinarl) nie besiedelt, sondern reines Almenland. Es ist auch eines der kürzesten dieser Täler, und im Hintertal reichten um 1850 die Gletscher noch in den Talgrund Mooserboden.
Die touristische Erschließung begann nach 1875 mit der Fertigstellung der Salzburg-Tiroler-Bahn (Salzburg–Wörgl). Der Baedeker beschreibt das Tal 1870 noch als „wildes, schönes Hochalpenthal, wird im Ganzen noch sehr wenig besucht.“, dann aber wurde die Sigmund-Thun-Klamm mit einem Steig erschlossen und das Alpenhotel Kesselfall errichtet und mit einem Fahrweg erschlossen, sodass auch gehobenes Publikum mit Pferdewagen und Sesselwagen Zugang fand.
Ein Holzstich nach Jaumann, erschienen 1898, zeigt abends eine Aussichtsplattform mit Besuchern, Steige mit Treppen, alles aus Holz, um den Kesselfall. Über die Wege und Fälle sind Seile gespannt, von denen insgesamt ein Dutzend wohl elektrische Kugelleuchten hängen. Im Haus oberhalb des Falls ist ein Fenster hell erleuchtet.
Noch vor 1900 finden sich die (alte) Fürther Hütte (heute im Stausee Wasserfallboden ersoffen) und um 1910 das Berghotel am Moserboden.
Schon um 1928 – zur Zeit des Baues der Großglockner-Hochalpenstraße – entstand die Idee eines Kraftwerksbaues, weil das Tal in eines der großen Gletschergebiete der österreichischen Alpen führt und wasserreich ist, aber auch in Nähe der Stadt Zell am See liegt und gegen das Zeller Becken offen ist, sodass die Anbindung an die vorhandene Infrastruktur weniger aufwändig erschien. 1940/1943 wurde dafür ab Bruck die 7 km lange Kaprunbahn samt Tunnel errichtet. Seilbahnen transportierten den Zement für den Sperrenbau weiter.
Erst nach dem Krieg wurde mit Mitteln des Marshall-Plans, das Kraftwerk 1955 fertiggestellt und eröffnet. Nach 1963 wurde dann mit dem Ausbau des Kitzsteinhornes als Gletscherschigebiet begonnen.
Das Kapruner Tal und seine Nutzbarmachung im modernen Sinne wurden immer als ein Wahrzeichen Österreichs gesehen, und das Kraftwerk Kaprun deckt nach dem Ausbau von Limberg II 2011 10 % des österreichischen Spitzenstrombedarfs ab. Das Tal ist Sommer wie Winter mit seinem Schigebiet, Schrägaufzug, den Standseilbahnen, Berggasthöfen, Spazierwegen über die Dammkronen und ähnlichen Attraktionen eine gesuchte touristische Destination: Einschlägige Vermarktungskonzepte wie Kaprun Hochgebirgsstauseen, Erlebniswelt Strom & Eis, aber auch der Austriaweg und Arnoweg als Einbindung in das österreichische Weitwanderwegenetz machen das Kapruner Tal und seine Umgebung zu einem der wichtigsten Tourismusziele Österreichs. Mit etwa 3700 Gästebetten (1995) und über 770.000 Nächtigungen (1992/93) gehört Kaprun zu den 15 wohlständigsten Gemeinden Österreichs (von etwa 2600).
Das Tal reicht in den Nationalpark Hohe Tauern hinein, sodass sich wie bei der Glocknerstraße großtechnische Erschließung und strenge Schutzzonen in enger Nachbarschaft finden. Nach einer Zeit der Ablehnung des Ausbaus der Alpenerschließung für Energiewirtschaft und Tourismusbranche seit den 1970er-Jahren wird das Kapruner Tal heute als Testfall gesehen, ob und wie sich intensive Nutzung und regionale Wertschöpfung und der enorme technische Aufwand, der hinter erneuerbarer Energie steht, mit dem Natur- und Landschaftsschutzgedanken verbinden lassen.

## Sonstiges
Am 16. November 2002 warf Föhnsturm Uschi mit mehr als 200 km/h einiges an Wald um, insbesondere reine Fichtenwälder. Im Zuge eines Schutzwaldsanierungskonzepts wurden in hohen Lagen mit Lärche und Fichte aufgeforstet. In tieferen Lagen verjüngte sich der Wald mit größerem Laubwaldanteil, etwa Bergahorn.
In der Nacht auf 24. Juli 2021 ist die bei Wanderern beliebte bewirtschaftete Hütte – mit Käseerzeugung, beim Stausee Wasserfallboden – Fürthermoar Alm niedergebrannt.
Bei 13 Häusern in Kaprun drang seit Jahresbeginn 2024 Wasser in die Keller ein. Der Grundwasserspiegel war durch Tauwetter und das Ablassen der Speicherseen angestiegen.